# Olle Carlsson (polarfarare)
Olle Carlsson, född 1943, är en svensk lärare, författare och polarfarare.
Carlsson har sedan början av 1990-talet tillbringat den svenska vintern i Antarktis och delar på detta sätt silvertärnans vandring mellan Arktis och Antarktis. Han har rest i alla delar av den atlantiska sektorn av Arktis inklusive Nordvästpassagen, Island, Grönland och Svalbard, och anlitas återkommande som guide vid resor i dessa områden.
Han har gett ut flera foto- och reportageböcker från polarområdena, ofta tillsammans med fotografen Stefan Lundgren. Hans bok om Antarktis 1990 belönades 1991 med utmärkelsen Årets Pandabok.